# Ricardo Alejandro Zurita
Ricardo Alejandro Zurita García (10 november 2000, Pariaguán) is een in Venezuela geboren en sinds 2018 voor Spanje uitkomende wielrenner. In het seizoen voordat hij in 2022 de overstap maakte naar de beroepsrenners won Zurita de Clásica de Pascua-Ruta Xacobea.

## Overwinningen
2021
Clásica de Pascua-Ruta Xacobea

## Resultaten in voornaamste wedstrijden
|      | \| Jaar \| Milaan-San Remo \| \| ---- \| --------------- \| \| 2022 \| 142e \| |
| Jaar | Milaan-San Remo                                                                |
| 2022 | 142e                                                                           |

## Ploegen
2022 –  Drone Hopper-Androni Giocattoli
2023 –  Club Ciclista Padronés Cortiza
Alba · Bais · Benedetti · Bisolti · Cepeda (tot 31/7) · Chirico · Grosu · Holther · Marchiori · Marengo · Merchan · Muñoz · Piccolo (vanaf 24/6 tot 31/7) · Ponomar · Ravanelli · Restrepo · Rojas · Sepúlveda · Tagliani · Tesfatsion · Umba · Vigo · Zardini · Zurita